# 나폴리 항

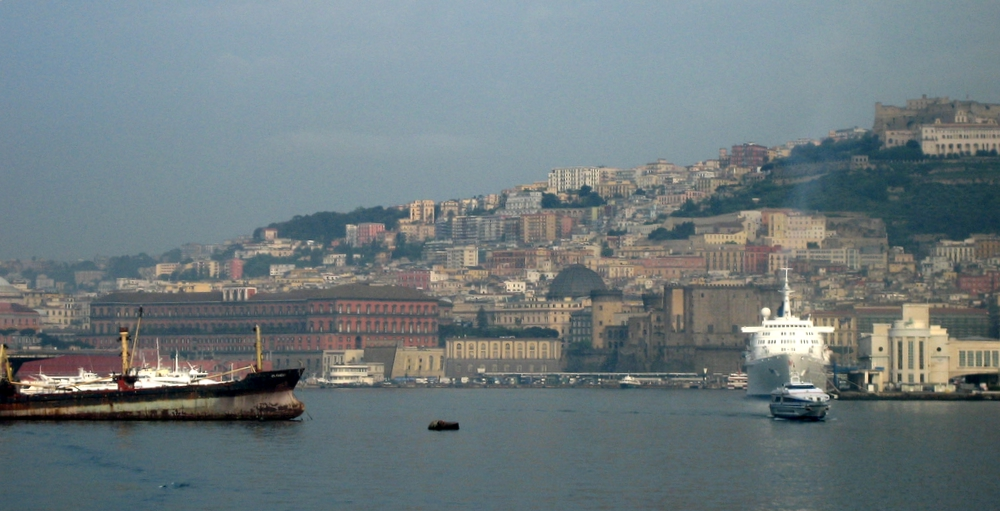
나폴리 항구

나폴리 항구(이탈리아어: Porto di Napoli 포르토 디 나폴리[*], 나폴리어: Puorto 'e Napule 푸오르토 에 나풀레)는 이탈리아 캄파니아주 나폴리 광역시에 위치한 항구이다.

## 개요

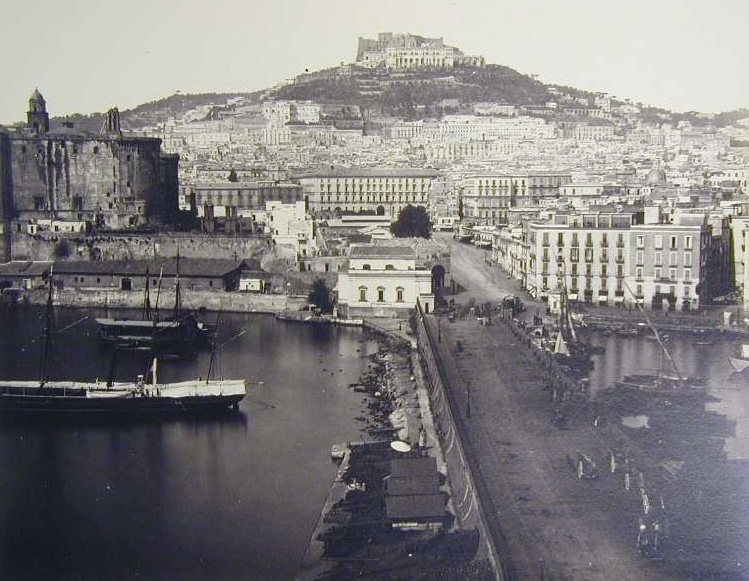
17세기의 나폴리 항구

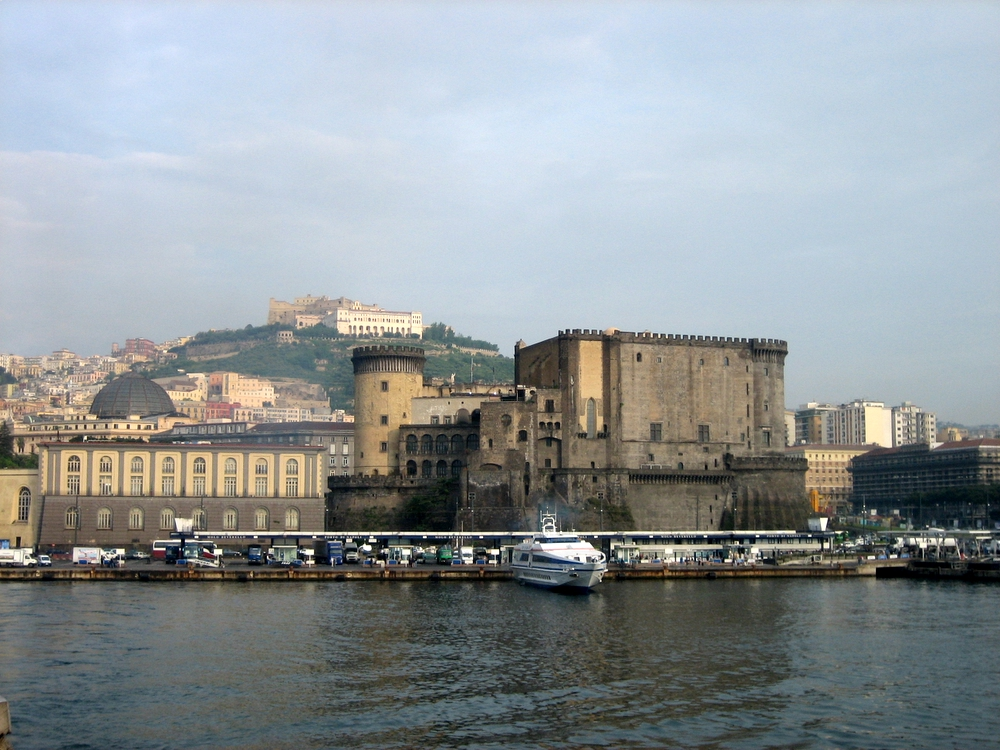
나폴리 항구

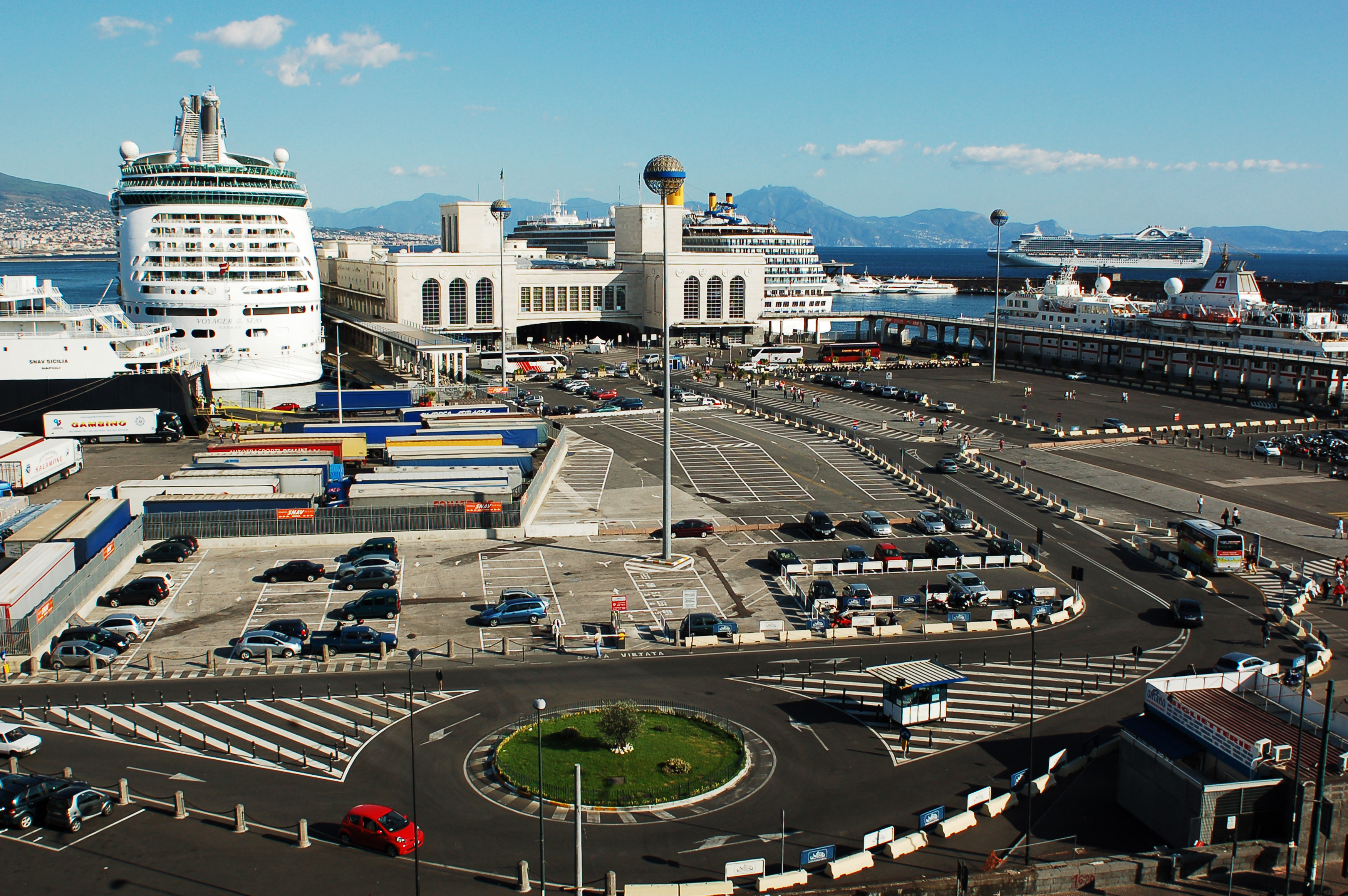
나폴리 항구

항구의 면적은 266ha (2.66km2)이고, 직원은 2007년 기준으로 4,866명이다. 20,269,163톤의 화물을 처리했고, 8,988,056명의 승객이 이용했다.

## 교통편

### 도로
나폴리 항은 이탈리아 1번 고속도로와 3번 고속도로가 연결되 있다.
- 아우토스트라다 A1
- 아우토스트라다 A3

### 공항
항구에서 약 15km 떨어진 곳에 나폴리 국제공항이 있다.
- 나폴리 국제공항

### 항구
- 팔레르모 항
- 피우미치노 항